# Vuelta a Castilla y León 2011
Die 26. Vuelta a Castilla y León war ein Rad-Etappenrennen, das vom 13. bis 17. April 2011 stattfand. Das Rennen wurde über fünf Etappen ausgetragen und zählte zur UCI Europe Tour 2011.

## Etappen
| Etappe | Tag       | Start – Ziel                                    | km    | Etappensieger          | Gesamtwertung          |
| ------ | --------- | ----------------------------------------------- | ----- | ---------------------- | ---------------------- |
| 1.     | 13. April | Medina de Rioseco – Palencia                    | 174,4 | Francisco José Ventoso | Francisco José Ventoso |
| 2.     | 14. April | Valladolid – Salamanca                          | 213,0 | Francisco José Ventoso | Francisco José Ventoso |
| 3.     | 15. April | Benavente – Laguna de Peces                     | 157,2 | Filippo Savini         | Bauke Mollema          |
| 4.     | 16. April | Zamora – Zamora (EZF)                           | 011.2 | Alberto Contador       | Xavier Tondo           |
| 5.     | 17. April | Madrigal de las Altas Torres – Medina del Campo | 167,7 | Ben Swift              | Xavier Tondo           |